# هامور أحمر
هامور أحمر (الاسم العلمي Epinephelus morio)، نوع سمك من الهامور وفصيلة القرفصية. موطنه غرب المحيط الأطلسي من جنوب البرازيل إلى ولاية كارولينا الشمالية في والولايات المتحدة الأمريكية، بما في ذلك خليج المكسيك.